# Anastasija Kuzmina
Anastasija Kuzmina (ryska: Анастаси́я Влади́мировна Кузьмина́, Anastasija Vladimirovna Kuzmina), född 28 augusti 1984 i Tiumen i Sovjetunionen, är en slovakisk skidskytt. Hon har tävlat i världscupen sedan 2006.
Kuzminas genombrott kom vid VM 2009 då hon blev både sjua i sprinten och silvermedaljör i masstarten, då slagen bara av Olga Zajtseva från Ryssland.
Vid de olympiska vinterspelen 2010 slog hon till i den inledande sprinten med att vinna guld. Hon hade en bom men den klart snabbaste åktiden i loppet. I jaktstarten vann hon silver. 
Hon kom som regerande mästare i sprint till olympiska vinterspelen 2014 och lyckades då att försvara guldet genom att vinna sprintloppet överlägset.
Kuzminas bror, Anton Sjipulin, tävlar även han i skidskytte, men för deras moderland Ryssland.  
Kuzmina vann jaktstarten i världscupavslutningen den 19 mars 2011 före vitryskan Darja Domratjeva.
Efter säsongen 2018/2019 beslutade hon sig för att lägga skidorna på hyllan efter en lång och framgångsrik karriär.
Anastasija Kuzmina kom tillbaka säsongen 23/24 under IBU EM i Brezno-Osrblie i Slovakien. Där körde hon mix-stafett där hon körde en körde 3de rundan och använde två extraskott. Slovakien kom på en 10de plats. Kuzmina kom sedan till världscupen och VM i Nove Mesto Na Morave där hon även där körde 3de rundan i mix-stafett, där hon fick 1 straffrunda och använde 4 extraskott. Slovakien kom på en 16 plats.
På VM sprinten kom Kuzmina på en 61st plats med 2 straffrundor. 